# Lyall Watson
Pour les articles homonymes, voir Watson.
Lyall Watson, né à Johannesbourg le 12 avril 1939 et mort à Gympie en Australie le 25 juin 2008, est un biologiste sud-africain.

## Biographie
Malcolm Lyall-Watson naît à Johannesburg. Son père est architecte, et sa mère, descendante de Simon van der Stel, premier gouverneur de la colonie néerlandaise du Cap, est radiologue. Il est pensionnaire au Rondebosch Boys' High School du Cap, puis étudie la zoologie et la botanique à l'université du Witwatersrand. Il obtient un doctorat d'éthologie à l'université de Londres, dirigé par Desmond Morris. Il devient producteur pour la BBC et directeur de plusieurs zoos en Afrique du Sud, notamment du zoo de Johannesbourg.

## Publications
- Dark nature : a natural history of evil, 1994
- Jacobson's organ and the remarkable nature of smell
- The dreams of dragons : riddles of natural history
- Sea guide to whales of the world
- The whole hog : exploring the extraordinary potential of pigs
- Heaven's breath : a natural history of the wind
- Supernature
- Lifetide : the biology of the unconscious
- Lightning bird : the story of one man's journey into Africa's past